# Yvette Yong
Yvette Yong (Vancouver, 9 de marzo de 1990) es una deportista canadiense que compite en taekwondo.
Ganó una medalla de bronce en el Campeonato Mundial de Taekwondo de 2009 y siete medallas en el Campeonato Panamericano de Taekwondo entre los años 2006 y 2021.

## Palmarés internacional
| Campeonato Mundial      | Campeonato Mundial       | Campeonato Mundial | Campeonato Mundial |
| Año                     | Lugar                    | Medalla            | Categoría          |
| ----------------------- | ------------------------ | ------------------ | ------------------ |
| 2009                    | Copenhague (Dinamarca)   | Medalla de bronce  | –46 kg             |
| Campeonato Panamericano |                          |                    |                    |
| Año                     | Lugar                    | Medalla            | Categoría          |
| 2006                    | Buenos Aires (Argentina) | Medalla de oro     | –47 kg             |
| 2010                    | Monterrey (México)       | Medalla de bronce  | –46 kg             |
| 2012                    | Sucre (Bolivia)          | Medalla de oro     | –46 kg             |
| 2014                    | Aguascalientes (México)  | Medalla de plata   | –46 kg             |
| 2016                    | Querétaro (México)       | Medalla de plata   | –46 kg             |
| 2018                    | Spokane (Estados Unidos) | Medalla de oro     | –46 kg             |
| 2021                    | Cancún (México)          | Medalla de bronce  | –46 kg             |